# Albert Ayler
Albert Ayler (13. července 1936 Cleveland Heights, Ohio, USA – listopad 1970 New York City, New York, USA) byl americký jazzový saxofonista. Profesionálně se hudbě začal věnovat v roce 1952, když mu bylo šestnáct let, spolu s hráčem na foukací harmoniku Little Walterem. Následně sloužil v armádě a později se usadil v Evropě, kde hrál například s Cecilem Taylorem a Niels-Henningem Ørstedem Pedersenem. Později vydal řadu alb pod svým jménem a spolupracoval s dalšími hudebníky, mezi které patří Gary Peacock, John Tchicai, Don Cherry nebo Roswell Rudd. V listopadu spáchal sebevraždu, byl nalezen mrtev v řece East River v New Yorku.